# Ca l'Enric Benet
Ca l'Enric Benet és un monument protegit com a bé cultural d'interès local del municipi de Pineda de Mar (Maresme).

## Descripció
L'edifici té una finestra amb llinda horitzontal decorada i arquejada amb decoració gòtica. El material utilitzat és la pedra. La llinda és esculpida amb diferents formes i figures geomètriques que recorda el món vegetal. De l'arc surten quatre grups de nervis, i de cada un d'ells hi penja el cap d'un àngel. Els extrems inferiors de la llinda acaben amb dos capitells, un a cada cantó, de fulles d'acant.

## Història
El finestral gòtic forma part de la Casa Ca l'Enric Benet, de finals del segle xvi. Tot i que l'interior ha estat reformat i adequat als nous serveis -botiga-, l'exterior de la casa es conserva en molt bon estat, com el portal rodó adovellat -21 dovelles-. A més té un portal i una finestra a una façana d'obra en forma de carreus i arrebossada.